# Tirent-Pontéjac
Tirent-Pontéjac is een gemeente in het Franse departement Gers (regio Occitanie) en telt 89 inwoners (2009). De plaats maakt deel uit van het arrondissement Auch.

## Geografie
De oppervlakte van Tirent-Pontéjac bedraagt 7,6 km², de bevolkingsdichtheid is dus 11,7 inwoners per km².
De onderstaande kaart toont de ligging van Tirent-Pontéjac met de belangrijkste infrastructuur en aangrenzende gemeenten.

## Demografie
Onderstaande figuur toont het verloop van het inwonertal (bron: INSEE-tellingen).